# Cranshaws Castle

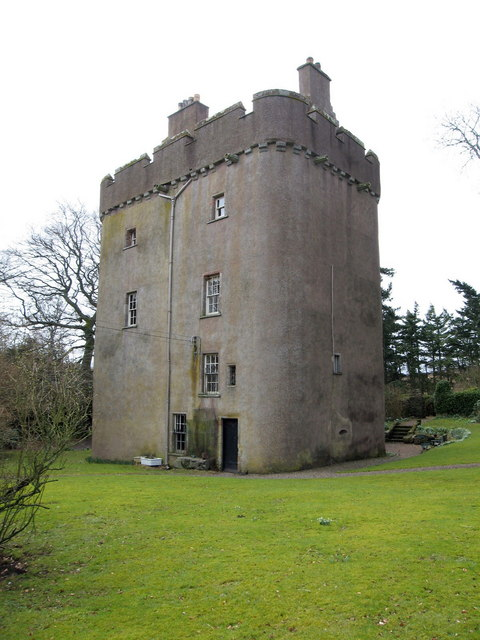
Cranshaws Castle

Cranshaws Castle ist ein Tower House nahe dem schottischen Weiler Cranshaws in der Council Area Scottish Borders. 1971 wurde das Bauwerk in die schottischen Denkmallisten in der höchsten Denkmalkategorie A aufgenommen.

## Beschreibung
Das fünfstöckige Tower House steht isoliert rund vier Kilometer nordwestlich von Longformacus. Cranshaws Castle stammt vermutlich aus der Mitte des 16. Jahrhunderts, könnte jedoch auch rund 200 Jahre älter sein. Im Laufe der Jahrhunderte wurde das Tower House mehrfach umgestaltet und erweitert, so im späten 18. und im frühen 19. Jahrhundert sowie um das Jahr 1900 und in der zweiten Hälfte des 20. Jahrhunderts. 1978 wurde der Innenraum modernisiert. Cranshaws Castle zählte zu den Festungen des Clans Douglas.
Die Fassaden von Cranshaws Castle sind mit Harl verputzt. Cremefarbene Natursteindetails aus Sandstein sind abgesetzt. Ungewöhnlicherweise sind die Kanten des Tower House abgerundet. Das Eingangsportal des asymmetrisch aufgebauten Bauwerks befindet sich an der Südwestfassade. Dekorative schmiedeeiserne Beschläge zieren die Holztüre. Ein weiteres Portal befindet sich an der Gebäuderückseite. Im Wesentlichen sind zwölfteilige Sprossenfenster verbaut. Lediglich kleinere Fenster sind vier- oder sechsteilig. Das Gebäude schließt mit einem auskragenden, zinnenbewehrten Wehrgang. Gauben treten aus dem schiefergedeckten Satteldach des aufsitzenden Hauses heraus.